# Marthine Svendsberget
Marthine Svendsberget (* 14. Januar 2001) ist eine norwegische Handballspielerin, die für den norwegischen Erstligisten Oppsal IF aufläuft.

## Karriere

### Im Verein
Svendsberget begann das Handballspielen beim Verein Storhamar Håndball. Im Jahr 2017 wechselte sie zu Nit-Hak aus Nittedal. Ein Jahr später schloss sich die Außenspielerin dem Verein Aker Topphåndball an. Mit Aker stieg sie 2019 in die höchste norwegische Spielklasse auf. Svendsberget steuerte 38 Treffer in 13 Ligaspielen zum Erfolg bei. Im selben Jahr gewann sie mit der U20-Mannschaft von Aker die Norgesmesterkap. Im Finale erzielte Svendsberget drei Treffer. Ab dem Saisonbeginn 2022/23 stand Svendsberget beim deutschen Bundesligisten Sport-Union Neckarsulm unter Vertrag, den sie im September 2022 in Richtung Storhamar Håndball verließ. Seit der Saison 2023/24 läuft sie für den norwegischen Erstligisten Oppsal IF auf.

### In Auswahlmannschaften
Marthine Svendsberget bestritt 12 Länderspiele für die norwegische Jugendauswahl, in denen sie 14 Tore warf. Mit dieser Mannschaft gewann sie bei der U-17-Europameisterschaft 2017 die Silbermedaille. Anschließend lief sie 13-mal für die norwegische Juniorinnenauswahl auf. Mit Norwegen gewann sie bei der U-19-Europameisterschaft 2019 die Bronzemedaille. Im kleinen Finale gegen Russland erzielte sie vier Tore.

## Sonstiges
Ihr Vater Geir Svendsberget lief für die norwegische Eishockeynationalmannschaft auf.